# Archivo Nacional de Panamá
El Archivo Nacional de Panamá, también conocido por su antiguo nombre Archivos Nacionales de Panamá, es la institución encargada de custodiar los documentos nacionales. Fue creado mediante la ley n.º 43 del 14 de diciembre de 1912, bajo la administración del presidente Belisario Porras, siendo Panamá la Primera República en América en tener un edificio dedicado a su Archivo Nacional.
Desde su creación ha tenido el mandato de resguardar el material documental de valor patrimonial y registro de la memoria histórica del país, además de la preservación del acervo histórico-cultural para las generaciones actuales y futuras.

## Historia

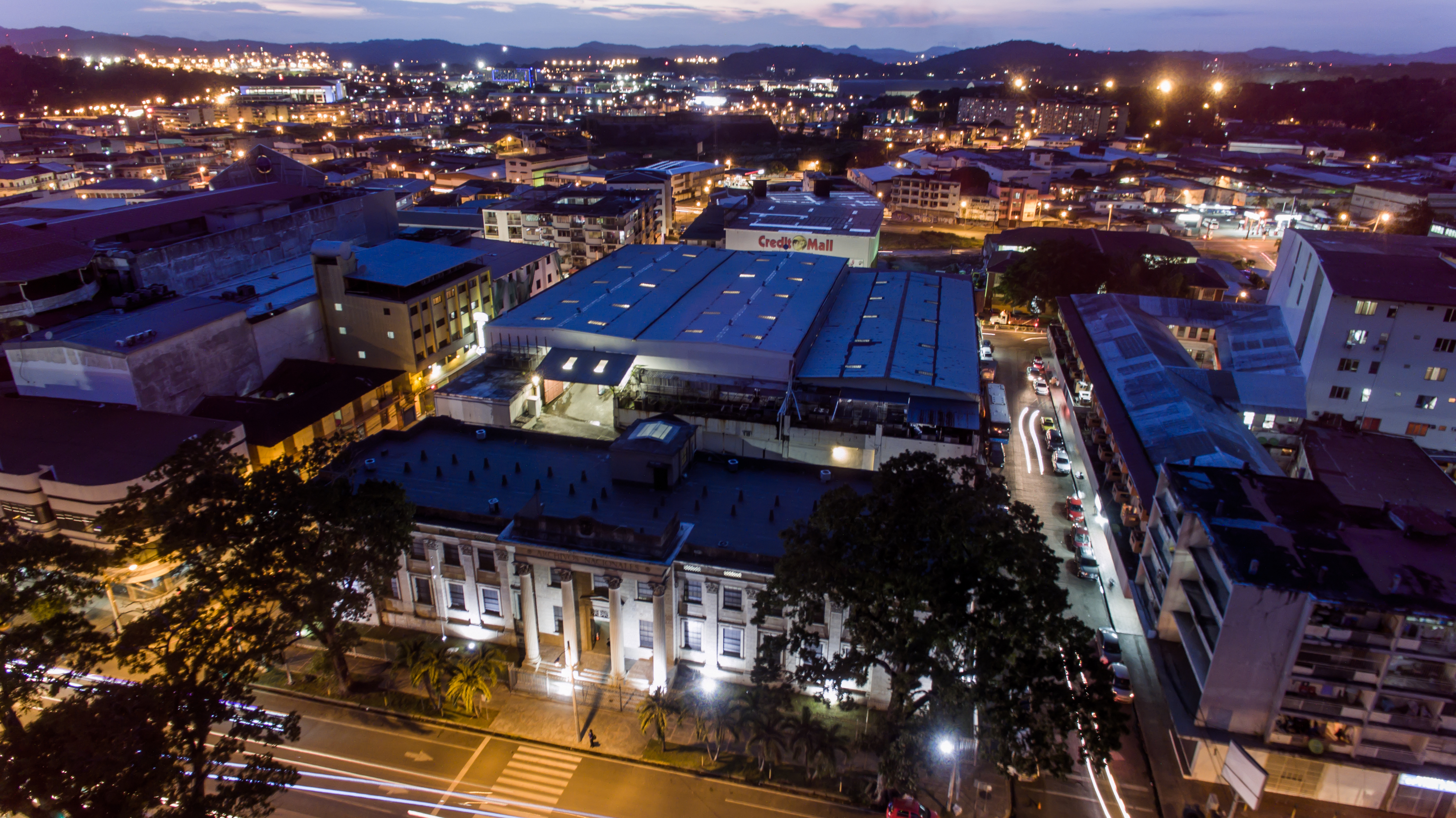
Vista aérea del edificio del Archivo Nacional de Panamá.

El Archivo Nacional de Panamá se crea como una institución gracias a la promulgación de la Ley n.º 43 de 14 de diciembre de 1912 bajo la administración del presidente Belisario Porras Barahona y tiene como antecedente la creación en 1885 del cargo “Archivero Público de la Ciudad de Panamá” durante la época de Unión a Colombia.
Tras la separación de Panamá de Colombia y luego de retornar de una vista por el Registro Público de Londres, los Archivos Reales en Bruselas y la División de Manuscritos de la Biblioteca del Congreso de Washington entre otros, el Dr. Porras sorprendido de la dedicación prestadas a los registros públicos en los anteriores países se dispuso a fundar un Archivo Nacional, siendo Panamá el primer país en América que construía un edificio para ese fin.
Desde sus inicios, se concibió como una dependencia de la Secretaría de Gobierno y Justicia, en 1941 pasa de denominarse “Archivos Nacionales” al actual nombre “Archivo Nacional de Panamá”. En 1964 pasa a manos del Ministerio de Educación; y luego en 1982 se adscribe como dependencia del Instituto Nacional de Cultura. Finalmente, en 1999 se transfiere el Archivo Nacional como una Dirección adscrita al Registro Público de Panamá.

## Edificio
El edificio del Archivo Nacional de Panamá se encuentra en el corregimiento de Calidonia, en la Ciudad de Panamá. Este se encuentra frente a la sede de la Lotería Nacional de Beneficencia. Este fue construido el 15 de agosto de 1924 por arquitecto peruano Leonardo Villanueva Meyer, haciendo la entrega de la obra a la Secretaría de Fomento. Tenía una planta física de más de mil metros cuadrados y una capacidad calculada para 300.000 expedientes.